# Frank Kremblas
Frank Kremblas es un mánager y antiguo jugador de béisbol estadounidense nacido el 25 de octubre de 1966 en Carroll, Ohio. Es el actual estratega de Indianapolis Indians en la Liga Internacional equipo afiliado los Pittsburgh Pirates. Durante la temporada 2008-2009 fue el mánager de los Leones del Caracas en la Liga Venezolana de Béisbol Profesional. 
Kremblas comenzó a jugar béisbol durante sus estudios de secundaria, debido a su desempeño es seleccionado por los Cincinnati Reds o Rojos de Cincinnati en 1989 para formar parte del equipo filial rookie Gulf Coast Reds o Rojos de la Costa del Golfo. Logró ascender a otras categorías siempre dentro de los equipos con afiliación a los Rojos de Cincinnati, hasta que en 1996 se retira. En sus años activos fue receptor, primera base, segunda base, tercera base, campocorto, jardinero y lanzador, aunque la mayor parte del tiempo jugó como infielder.

## Desempeño como mánager
En 1998 inicia su carrera como mánager de béisbol primero en la categoría rookie y un año después en la Clase A. En 2000 es contratado por el equipo venezolano de béisbol profesional Pastora de los Llanos como entrenador de banca.
En 2003 Kremblas obtuvo excelentes resultados al resultar ganador de la Liga Sureña (Southern League) con los Huntsville Stars así como recibir el premio a mánager del año en su mención. Un año después logró hacerse con la distinción de Mánager con mejor proyección, otorgado por otros mánagers. En 2005 pasa a dirigir a los Nashville Sounds, entonces recién ascendidos a la Triple A, el mismo año de debut en la categoría obtiene el título de la Liga de la Costa del Pacífico. 
En abril de 2008 se convirtió en el 32º mánager del equipo venezolano de béisbol profesional Leones del Caracas, en sustitución de Carlos Hernández. Kremblas logró clasificar de primero al conjunto a la ronda semifinal, así como de primero a la final del béisbol venezolano. A finales de ese año es anunciado para comandar al equipo Triple A Indianapolis Indians afiliados a los Piratas de Pittsburgh. En agosto de 2009 renunció a Leones y fue reemplazado por el también estadounidense Dave Hudgens como titular del equipo de Caracas. 
En la temporada 2010/11 del béisbol venezolano, Kremblas pasó de instructor de banca a mánager de los Navegantes del Magallanes por breve tiempo. Pese a los buenos resultados durante su etapa como mánager del Magallanes, los problemas internos con los jugadores lo llevaron a que por mutuo acuerdo entre él y la directiva del equipo se terminara su contrato. El 6 de noviembre de 2012 en el marco de la temporada 2012/13 regresa a dirigir el equipo Leones del Caracas tras el despido del hasta entonces dirigente Rick Sweet.

## Trayectoria
| Carrera como jugador     | Carrera como jugador | Carrera como jugador  | Carrera como jugador                   | Carrera como jugador        | Carrera como jugador | Carrera como jugador | Carrera como jugador | Carrera como jugador |
| Año                      | Nivel                | Equipo                | Liga                                   | Afiliación en Grandes Ligas |                      |                      |                      |                      |
| ------------------------ | -------------------- | --------------------- | -------------------------------------- | --------------------------- | -------------------- | -------------------- | -------------------- | -------------------- |
| 1989                     | Rookie               | Gulf Coast Reds       | Liga de la Costa del Golfo             | Cincinnati Reds             |                      |                      |                      |                      |
| 1990                     | Clase A              | Cedar Rapids Reds     | Liga del Medio Oeste                   | Cincinnati Reds             |                      |                      |                      |                      |
| 1991–1992                | Double-A             | Chattanooga Lookouts  | Liga Sureña                            | Cincinnati Reds             |                      |                      |                      |                      |
| 1993                     | Triple-A             | Indianapolis Indians  | Liga Internacional                     | Cincinnati Reds             |                      |                      |                      |                      |
| 1994                     | Doble-A              | Chattanooga Lookouts  | Liga Sureña                            | Cincinnati Reds             |                      |                      |                      |                      |
| 1994                     | Triple-A             | Indianapolis Indians  | Liga Internacional                     | Cincinnati Reds             |                      |                      |                      |                      |
| 1995                     | Doble-A              | Chattanooga Lookouts  | Liga Sureña                            | Cincinnati Reds             |                      |                      |                      |                      |
| 1995                     | Triple-A             | Indianapolis Indians  | Liga Internacional                     | Cincinnati Reds             |                      |                      |                      |                      |
| 1996                     | Triple-A             | Indianapolis Indians  | Liga Internacional                     | Cincinnati Reds             |                      |                      |                      |                      |
| Trayectoria como mánager |                      |                       |                                        |                             |                      |                      |                      |                      |
| Año                      | Nivel                | Equipo                | Liga                                   | Afiliación en Grandes Ligas |                      |                      |                      |                      |
| 1998                     | Rookie               | Gulf Coast Expos      | Liga de la Costa del Golfo             | Montreal Expos              |                      |                      |                      |                      |
| 1999                     | Clase A              | Cape Fear Crocs       | Liga del Atlántico Sur                 | Montreal Expos              |                      |                      |                      |                      |
| 2000                     | Clase A              | Mudville Nine         | Liga de California                     | Milwaukee Brewers           |                      |                      |                      |                      |
| 2000–2001                | Professional         | Pastora de los Llanos | Liga Venezolana de Béisbol Profesional | —                           |                      |                      |                      |                      |
| 2001                     | Class A-Advanced     | High Desert Mavericks | Liga de California                     | Milwaukee Brewers           |                      |                      |                      |                      |
| 2002–2004                | Doble-A              | Huntsville Stars      | Liga Sureña                            | Milwaukee Brewers           |                      |                      |                      |                      |
| 2005–2008                | Triple-A             | Nashville Sounds      | Liga de la Costa del Pacífico          | Milwaukee Brewers           |                      |                      |                      |                      |
| 2008-2009                | Professional         | Leones del Caracas    | Liga Venezolana de Béisbol Profesional | —                           |                      |                      |                      |                      |
| 2009                     | Triple-A             | Indianapolis Indians  | Liga Internacional                     | Pittsburgh Pirates          |                      |                      |                      |                      |